# Seikilov skolion
Seikilov skolion, najstariji je sačuvani notni zapis na svijetu koji je sasvim sačuvan. Zapisan je 200. pr. Kr. Nastao je u starogrčkoj kulturi. Melodija je zapisana na epitafu. Uz nju je na njemu pronađen prateći tekst koji preveden sa starogrčkog na hrvatski glasi: “Dok živiš / pleši i pjevaj / budi radostan / Jer život je kratak / I vrijeme odnosi svoj plijen“.
U popularnoj kulturi, Seikilov skolion je uvodna pjesma s albuma Rožice Franka Krajcara & Indivie. Album je nagrađen Porinom 2014. godine. Skladba je polovicom rujna 2014. dobila svoj videospot.